# Natronincola
Natronincola è un genere di batterio appartenente alla famiglia delle Clostridiaceae.